# George Ellis
George Francis Rayner Ellis (* 11. srpna 1939) je jihoafrický matematik, fyzik, kosmolog a filozof. Působil na Univerzitě Kapské Město jako profesor komplexních systémů. Spolu s fyzikem Stephenem Hawkingem napsal knihu The Large Scale Structure of Space-Time (Struktura časoprostoru ve velkém měřítku, 1973). Je aktivním kvakerem a věnuje se i otázkám vztahu mezi vědou a vírou. V roce 2004 byl vyznamenán Templetonovou cenou.